# إندالكاشو كيبيدي
إندالكاشو كيبيدي (مواليد 17 أغسطس 1980) هو ملاكم إثيوبي، مثّل بلاده في الألعاب الأولمبية الصيفية 2004.

## روابط خارجية
إندالكاشو كيبيدي على موقع أوليمبيديا (الإنجليزية)